# Paola Foka
Paola lub Paola Foka, właśc. Pajona Karamitsiu (gr. Παγώνα Καραμήτσιου; ur. 25 czerwca 1982 w Salonikach) – grecka wokalistka. W przeszłości twierdziła, że ma cygańskie korzenie, ale w jednym z wywiadów zdecydowanie to odwołała.
Urodziła się w Salonikach i dorastała w Sikii na Półwyspie Chalcydyckim. Jej rodzice, Alexandros i Maria, również byli muzykami. Ma starszego brata, Peryklesa. Paola zaczęła śpiewać w wieku 14 lat ze zgodą rodziców po sugestii właścicielki sklepu.
Paola dała swój pierwszy profesjonalny koncert w wieku 18 lat. Kilka piosenek Paoli napisał Stamatis Gonidis. W 2007 roku współpracowała z Sotim Wolanim. Ich duet „Παππούς και γιαγιά” od razu stał się popularny i przyniósł wokalistce prawdziwą renomę. W wieku 19 lat wyszła za mąż i urodziła córkę.

## Dyskografia[8][9]
- 2005 – Αθόρυβα (Atoriwa)
- 2008 – Περάσαμε με κόκκινο (Perasame me kokino)
- 2012 – Γίνε μαζί μου ένα (Jine mazi mu ena)
- 2012 – Bonus Tracks & Live
- 2013 – Η Μόνη Αλήθεια (I Moni Alitia)
- 2013 – Live Μετά Τα Μεσάνυχτα (Live Meta Ta Mesanichta)[10]
- 2013 – Best of (Οι Μεγαλύτερες Επιτυχίες) (Best of (I Mejaliteres Epitichies))
- 2014 – Ερωτικές Ερμηνείες (Erotikies Erminies)
- 2014 – Πορτρέτο – Οι Μεγάλες Επιτυχίες (Portreto – I Mejales Epitichies)
- 2015 – Κρύβω Αλητεία (Kriwo Alitia)
- 2015 – Best of [2×CD]
- 2016 – Τα Καλύτερα (Ta Kalitera)
- 2017 – Live (Na żywo)
- 2018 – Δε Σε Φοβάμαι Ουρανέ (De Se Fowame Urane)
- 2019 – Καταστροφή (Katastrofi)
- 2020 – Αμετανόητη (Ametanoiti)